# Все грядущие дни
«Все грядущие дни» (англ. All Tomorrows) — научно-фантастическая книга 2006 года турецкого писателя Джевдета Мехмета Кёсемена (под псевдонимом Немо Рамджет), написанная в жанре спекулятивная эволюция. Книга посвящена дальнейшей эволюции человека на протяжении почти миллиарда лет будущей истории с охватом сначала десятков миров, а затем и всей галактики.

## Название
Полное название книги (англ. All Tomorrows: A Billion Year Chronicle of the Myriad Species and Mixed Fortunes of Man) практически всегда сокращается до «All Tomorrows». На русском языке книга известна в переводе Павла Волкова под названием «Все грядущие дни» («Все грядущие дни: Хроника миллиарда лет существования бесчисленных видов и изменчивых судеб человека»).

## Сюжет
После колонизации Марса происходит короткая, но катастрофическая межпланетная гражданская война с Землей, после которой начинается масштабная экспансия людей, расселяющихся по галактике. Люди, заселяющие новые миры, представляют собой продукт генной инженерии, называемый «Звёздным народом» и сочетающий в себе гены потомков землян и жителей Марса.
Однажды человечество сталкивается с высокоразвитой инопланетной расой галактических кочевников, называемой Ку (англ. Qu). Ку возложили на себя религиозную миссию переделать вселенную, все встреченные ими жизненные формы они изменяют при помощи генной инженерии. Между человечеством и Ку начинается короткая война, в которой человечество терпит поражение, хотя в некоторых случаях всё же ненадолго отражает нападения Ку. Биоинженеры Ку превращают выживших людей галактики в различные экзотические формы, многие из которых неразумны. Часть таких форм представляет собой плод мести Ку за поражения в войне — например, колониалы, паразиты, хищники и добыча. Через некоторое время после завершения своих экспериментов Ку покидают галактику и оставляют модифицированных потомков людей на произвол судьбы. Целый ряд форм вымирает, поскольку они являются, по сути, домашними животными, неспособными существовать в природе, но некоторым видам удаётся выжить, и они начинают эволюционировать под действием природных факторов. Биоинженерные люди, выведенные Ку, варьируются от червеобразных до насекомоядных, а также модульных и клеточных видов. В книге рассказывается о дальнейшей эволюции этих новых видов людей, о том, как они либо вымирают, либо восстанавливают разум и эволюционируют в совершенно разные формы.
Один из видов людей, Призраки Руин, в конечном итоге заменяет свои тела механическими формами. Теперь они называли себя Гравиталами. Гравиталы колонизируют остальную часть галактики, уничтожая при этом большую часть жизни в ней. Они сами были уничтожены Астероморфами, другими потомками людей, улетевших от Ку на безгравитационных кораблях, сделанных из выдолбленных изнутри астероидов, и избежавшими эволюционных экспериментов. В последних главах книги подробно рассказывается о возрождении человечества, объединения разумных видов людей в постчеловеческое содружество, Новую Империю, и об их втором первом контакте с негуманоидной формой жизни из другой галактики под названием Амфицефалы.
Книга завершается описанием повторного открытия Земли, к тому времени уже лишившейся разумной жизни, и изображением инопланетянина, автора книги, держащего человеческий череп возрастом в миллиард лет и говорящего читателю, что все человеческие виды в галактике исчезли по неизвестным причинам. Далее автор заявляет, что история человечества всегда была о жизни самих людей, а не о крупных войнах и абстрактных идеалах. Автор заканчивает повествование словами «Любите Настоящее, и вашими станут Все Грядущие Дни!»

## Список видов
Всего в книге описываются 43 вида существ, большинство из которых является видами, развившимися из людей путём искусственной модификации и/или естественной эволюции. Описано также несколько видов инопланетян, эволюционно не связанных с людьми.
| Английское название | Русское название        | Краткое описание |
| ------------------- | ----------------------- | --- |
| Amphicephalus       | Амфицефалы              | Причудливые существа, которые напоминали гигантских змей с головами на обоих концах, одна из которых несла вторичное туловище, способное втягиваться, которым они пользовались для взаимодействия с окружающим миром. Их странный план строения тела выдаёт эволюционную историю, такую же сложную, как история человечества. |
| Asteromorph         | Астероморфы             | Люди, не подвергшиеся модификациям Ку, потомки Космитов. Сбежали в космос и построили дома внутри астероидов, где адаптировались к невесомости за счет длинных тонких конечностей и изменений пищеварительной системы. Модифицировали себя и достигли высочайшего уровня развития разума. Играли роль наблюдателей в цивилизациях потомков людей. |
| Asymmetric Person   | Асимметричные люди      | Потомки Бокоглазов, получившиеся путём искусственных изменений собственного вида после переселения на планету с меньшей силой тяжести. Существа более лёгкого телосложения, напоминающие многоножек, сохранили асимметричное строение тела и одну тонкую руку для манипуляций. Обладали разумом, уничтожили предковый вид. Освоив межзвёздную связь, стали частью Второй Галактической Империи. |
| Author              | Автор                   | Вид не указан, результат длительной эволюции в инопланетных условиях. На момент его существования все человечество вымерло. |
| Blind Folk          | Слепой Народ            | Потомки людей, спрятавшихся от атак Ку в подземных укрытиях. Слепые существа с развитой эхолокацией, огромными ушными раковинами, вибриссами и длинными пальцами рук. Вид утратил разум и не оставил потомков, вымер в результате оледенения. |
| Bone Crusher        | Костоломы               | Потомки одной из мелких декоративных форм модифицированных людей с клювом, образовавшимся из зубов. Крупные человекоподобные существа ростом до 3 метров, массивного телосложения, питающиеся падалью. Разумные формы, их цивилизация дошла до уровня Средневековья, но пришла в упадок из-за ограниченности пищевых ресурсов. |
| Bug Facer           | Жуколицые               | Потомки Инсектофагов, вид с причудливым насекомоподобным обликом. Смогли вернуть разум в результате удачной мутации, в дальнейшем создали мощную цивилизацию. Смогли отбить нападение инопланетных захватчиков, и одной из особенностей их цивилизации стала межвидовая ксенофобия. Присоединились ко Второй Галактической Империи одними из последних, после 40 миллионов лет молчания. Выжили во время развязанной Машинами войны на уничтожение. Предки Объектов. |
| Colonial            | Колониалы               | Люди, превращённые в бесформенные культуры кожи и мышц, которые тесно связаны сетью самых основных нервов. Глаза, а также их сознание были сохранены. На протяжении сорока миллионов лет использовались как живые фильтрационные устройства, питающиеся отходами цивилизации Ку. Одна из бывших колоний Звездного народа оказала наиболее ожесточённое сопротивление расе Ку, и модификация с сохранением самосознания была их наказанием. Предки Модульных людей. |
| Finger Fisher       | Пальцеловы              | Двуногие формы, эволюционировавшие в мире архипелагов и обширных пространств океанов. В процессе эволюции приобрели крюкообразные когти как у динозавра барионикса на длинных пальцах для ловли рыбы. Разум отсутствует. Предки парусного народа. |
| Flyer               | Летуны                  | Летающая форма с перепончатыми крыльями, натянутыми на два пальца передней конечности. Сердце искусственно усилено генно-инженерным вмешательством Ку; также имеется специальный орган газообмена, позволяющий снабжать летательные мышцы кислородом. Предки Птеросапиенсов. |
| Gravital            | Гравиталы               | Потомки Призраков руин. Из-за ухудшения условий жизни на планете они не смогли существовать в биологических телах, поэтому заменили своё тело машиной, освоили способность манипулировать гравитационными полями, в первом поколении машин оставался органический мозг, во втором поколении мозг заменили квантовым компьютером. Развязали галактическую войну, истребив множество видов потомков людей. |
| Hand Flapper        | Хлопунцы                | Потомки летающих форм, утратившие в процессе эволюции способность к полёту. Крылья не превратились обратно в руки, став лишь приспособлением для подачи визуальных сигналов. Разум утрачен. |
| Hedonist            | Гедонисты               | Домашние любимцы Ку, миролюбивые существа, обитающие на острове, лишённом хищников. Обладали лишь зачатками разума на уровне маленького ребёнка. Выжили благодаря обилию пищевых ресурсов и отсутствию хищников в условиях островной изоляции. Предки Сатириаков. |
| Insectophagus       | Инсектофаги             | Сравнительно мало изменённые потомки людей. Сохранили относительно человекоподобный облик, обладают роющими ладонями и длинным языком. Лицо покрыто кожистыми пластинками. Питаются насекомыми. Разум отсутствует, предки Жуколицых. |
| Killer Folk         | Народ убийц             | Разумный вид, потомки Хищников. Саблезубые формы грацильного сложения с сильно видоизменёнными хватательными руками. Освоили сельское хозяйство, создали государство и религию, прошли через этап классового общества и построили развитую технологическую цивилизацию. Первыми наладили межзвёздную связь с Сатириаками. |
| Lizard Herder       | Пастыри ящериц          | Вид людей, внешне не слишком изменившихся по сравнению с предками. Из-за вмешательства Ку в механизм развития головного мозга интеллект этого вида был значительно снижен. Позднее эти люди вступили в симбиоз с растительноядными потомками ящериц, завезённых на планету в качестве домашних питомцев, и в процессе эволюции их интеллект подвергся значительной деградации, тогда как потомки ящериц, напротив, умнели. |
| Lopsider            | Бокоглазы               | Изменённые потомки людей, переселённые на планету с силой тяжести в 36 раз больше земной. Тело утратило симметрию, стало плоским. Голова уплощена, один глаз смотрит вверх, другой вперёд. Три конечности короткие и мощные, одна рука очень тонкая, стала органом для манипуляций. Вид обрёл разум, стал предком Асимметричных людей и был уничтожен ими же. |
| Mantelope           | Челолопы                | Четвероногие бегающие существа, напоминающие земных копытных. Ку разводили этих существ в качестве живых запоминающих устройств и певцов. Вид выживал благодаря благоприятной биосфере родной планеты, сформировав религии и накопив богатые культурные традиции, передающиеся из уст в уста. Вытеснены своими деградировавшими звероподобными потомками, лишёнными разума. |
| Martian             | Марсиане                | Потомки земных колонистов на Марсе. В условиях низкой гравитации и после небольшой генной модификации стали высокими и стройными, мало похожими на землян. Это, вкупе со сложившейся системой самоидентификации колонистов как «марсианских американцев», привело к размежеванию марсиан с земным человечеством. В дальнейшем это привело к войне между Землёй и Марсом. Наряду с коренными землянами стали предками Звёздного народа. |
| Modular Person      | Модульные люди          | Потомки Колониалов. С течением времени они начали самоорганизовываться в дифференцированные колонии разных форм и размеров. Могли объединяться друг с другом и распадаться, либо обмениваться частями по мере появления потребностей в этом. Освоили межзвёздную связь и присоединились ко Второй Галактической Империи. |
| New Machine         | Новые машины            | Модифицированные Астероморфами потомки уцелевших в войне Машин. Интеллект снижен (разум сохранён), а способности к манипуляции гравитацией искусственно сужены по сравнению с предковым видом. |
| Panderavis          | Panderavis              | Инопланетные существа земного типа, обнаруженные человечеством на одной из отдалённых планет. Птицеподобные существа с чудовищными когтями, похожими на грабли, с помощью которых они прокапывали борозды в почве в поисках пищи. Не люди, чрезвычайно видоизменившиеся потомки теризинозавров. Их находка заставила людей предположить существование древней технологически развитой инопланетной цивилизации, способной к межзвёздным перелётам. |
| Parasite            | Паразиты                | Потомки людей из мира, сумевшего отразить первую волну нападения Ку. В качестве наказания Ку превратили их планету в полигон для биологических экспериментов, превратив часть жителей в паразитов, а другую часть - в их хозяев. На протяжении 40 миллионов лет Ку изучали и разрабатывали различные типы взаимодействия паразитов и их хозяев, и, после того, как Ку ушли, часть Паразитов стала тупиковыми ветвями эволюции и вымерла, а часть стала предками Симбионтов. |
| Predator            | Хищники                 | Потомки людей из одной из самых первых колоний человечества. Модифицированы в плотоядный вид с крупной головой и острыми зубами. На большом пальце руки развился крупный коготь для умерщвления добычи. Отличались хорошим слухом, сохранили относительно высокий уровень умственного развития, который в дальнейшем позволил развиться настоящему разуму. Предки Народа убийц. |
| Prey                | Добыча                  | Соседи по планете Хищников, их жертвы. Бегающие растительноядные формы с длинными ногами, напоминающими птичьи. Разум полностью отсутствует. |
| Pterosapien         | Птеросапиенсы           | Потомки летунов, разумный летающий вид. Создали мощную планетарную цивилизацию с богатой культурой и развитой философией. Обладают очень быстрым ростом и небольшой продолжительностью жизни. Освоили межзвёздную связь и присоединились ко Второй Галактической Империи. |
| Qu                  | Ку                      | Древний и очень высокоразвитый инопланетный вид. Почти миллиард лет Ку были галактическими кочевниками. Во время путешествий они постоянно улучшали и изменяли самих себя, пока не стали мастерами генетических и нанотехнологических манипуляций, став могущественным, словно боги. Именно Ку ответственны за насильственное разделение человечества на различные виды. Сами Ку были четырехкрылыми насекомоподобными существами, немного напоминающими стрекоз, с одним длинным хвостом-щупальцем для управления объектами. На их головах есть два глазных стебля и две длинные челюсти. Их жизненный цикл имеет стадию водных личинок, продолжительность их жизни, а также какие-либо другие аспекты их физиологии неизвестны. |
| Ruin Haunter        | Призраки руин           | Относительно слабо изменённые Ку потомки людей. Смогли восстановить разум, исследовали наследие Звёздного народа и смогли построить мощную цивилизацию. Цивилизация Призраков руин прошла через пять мировых войн, в том числе две термоядерные. Объявили себя единственными наследниками Звёздного народа. Предки гравиталов. |
| Sail Person         | Парусный народ          | Потомки Пальцеловов, прошедшие через стадию летающей формы. Утратив способность к полёту, превратили крылья в паруса и превратились в плавающие по поверхности воды формы. Манипулятивные органы развились из отростков языка. Обладают разумом. Смогли породить целый ряд культур, отличавшихся агрессией, но в дальнейшем сумели объединиться. |
| Satyriac            | Сатириаки               | Потомки Гедонистов, появившиеся в ходе колонизации планеты. При ухудшении природных условий в результате геологических процессов предковый вид начал эволюционировать, породив данный вид. Отличаются динозавроподобным строением тела, обладают похожим на хвост органом равновесия из мягких тканей. Разумный вид, породивший мощную цивилизацию. Первыми наладили межзвёздную связь с Народом Убийц, положив начало Второй Галактической Империи. |
| Saurosapient        | Завросапиенсы           | Разумный вид рептилий, не являющийся потомком человека. Эволюционировали из ящериц, которых пасли люди вида «Пастыри ящериц». В процессе эволюции приобрели разум и держали деградировавших потомков людей в качестве домашних животных. |
| Snake Person        | Люди-змеи               | Потомки Червей, сохранившие и усилившие змееподобную форму тела. При остывании Светила смогли выбраться на поверхность своей планеты, обрести разум и построить цивилизацию индустриального типа с хорошо развитыми технологиями и материальной культурой. Существа змеевидной формы со спиралевидным мозгом. Задние конечности превратились в хватательный орган наподобие руки. |
| Spacer              | Космиты                 | Вид людей, приспособленный к жизни в условиях нулевой гравитации внутри астероидов, превращённых в убежища. Обладают очень длинными и тонкими конечностями, крайне хрупким телосложением. Передвигаются, выпуская воздух из модифицированного анального отверстия. Смогли сохранить разум и избежать столкновения с Ку. Предки Астероморфов. |
| Star Person         | Звездный народ          | Вид людей, появившийся из потомков землян и марсианской ветви человечества путём целенаправленной селекции. Внешне напоминает земного человека, отличаясь пропорциями тела и более крупным мозгом. Колонизировал Солнечную систему, терраформировал Венеру и спутники планет-гигантов, в дальнейшем начал массовую колонизацию звёздных систем. |
| Strider             | Долговязы               | Обитатели луны, вращающейся вокруг газового гиганта типа Юпитера. В условиях очень низкой силы тяжести эволюционировали в высоких тонкокостных существ очень лёгкого телосложения. Вымерли из-за хищничества потомков домашних кур. |
| Subject             | Объекты                 | Потомки Жуколицых, объект разведения и генной модификации. Разводились Машинами в утилитарных целях — как слуги, работники, жертвенные животные, произведения своеобразного искусства или объекты развлечения. Одни из немногих выживших в эру господства Машин биологических потомков человечества. Использовались Астероморфами для заселения миров, возрождавшихся после победы над Машинами. |
| Swimmer             | Пловцы                  | Немногочисленные выжившие потомки множества водных форм, созданных расой Ку. Обитатели планеты с многочисленными океанами, населёнными потомками вывезенных с Земли рыб и ракообразных. Обладают рыбообразными телами и ногами, превращёнными в подобие рыбьих хвостов. Предки Разводчиков инструментов. |
| Symbiote            | Симбионты               | Потомки выжившей ветви эволюции Паразитов, сменивших жизненную стратегию с простого паразитизма на взаимовыгодный симбиоз. Один из видов Симбионтов достиг разумного состояния, полностью подчинил себе вид-носитель, научился управлять им и создал развитую цивилизацию. Общение разумного Симбионта с носителем происходит посредством тактильных и обонятельных сигналов. В дальнейшем освоили межзвёздную связь и присоединились ко Второй Галактической Империи. |
| Temptor             | Соблазнители            | Вид потомков людей с чрезвычайно выраженным половым диморфизмом. Самки — сидячие формы с мощными роющими конечностями, обслуживаются активными и подвижными самцами. Самка управляет поведением самца при помощи феромонов и голосовых сигналов. Половые органы самок напоминают трубу и торчат на поверхности почвы, для спаривания самец целиком забирается внутрь вагины самки. Не оставили потомков, вымерли в результате удара кометы. |
| Terrestrial         | Терраморфы              | Боковая линия эволюции Астероморфов, приспособленная к жизни на поверхности планет (также назывались Наземными Космитами) и игравшая роль контролёров развития цивилизаций после окончания войны с Машинами. Разумные существа с более низким интеллектом, чем у предков-Астероморфов; пальцы превращены в ходильные конечности, похожие на паучьи ноги. |
| Titan               | Титаны                  | Гигантские потомки Звёздного народа, длиной до 40 метров. Четвероногие существа с относительно подвижным большим пальцем. Основным хватательным органом является видоизменившаяся в подобие хобота нижняя губа. Относились к числу самых разумных потомков людей, дошли до стадии формирования сельскохозяйственной цивилизации, богатой литературы и своеобразного искусства. Не оставили потомков, вымерли в результате ледникового периода. |
| Tool_Breeder        | Разводчики инструментов | Потомки Пловцов, разумные существа с дельфиноподобной внешностью. Смогли построить цивилизацию, основанную на генетической модификации используемых ими видов живых организмов, построили таким образом целые города из живых домов. Изобрели биологическую радиосвязь и с её помощью присоединились к диалогу цивилизаций Народа Убийц и Сатириаков. |
| Worm                | Черви                   | Обитатели очень жаркой планеты, видоизменённые для жизни под землёй. Обладают удлинённым цилиндрическим телом, двумя парами коротких конечностей. Всеядные роющие формы, изредка среди них встречается каннибализм. Предки Людей-змей. |

## Написание и публикация
Косемен работал над книгой «All Tomorrows» с 2003 по 2006 год. Основными источниками вдохновения для создания этой работы послужили работы Олафа Стейплтона, в особенности «Последние и первые люди» и «Создатель звёзд», а также «История упадка и разрушения Римской империи» Эдварда Гиббона.
Очень долгое время книга «All Tomorrows» не публиковалась в бумажном варианте, существуя лишь в цифровом виде в Интернете.
4 октября 2006 года Косемен, под псевдонимом Немо Рамджет, опубликовал свою книгу бесплатно в Интернете в формате PDF и с тех пор, по словам автора, «она жила своей собственной жизнью в виде PDF-файла, плывущего по заводям Интернета, как корабль-призрак». С момента выкладывания в общий доступ книга «All Tomorrows» постепенно завоевала популярность в Интернете. Косемен отметил, что поколение, родившееся сразу после него (Косемен родился в 1984 году), «действительно приняло» «All Tomorrows», что, по его мнению, может частично быть связано, с тем, что с тех пор в мире уже успели случиться «мириады бедствий».
В 2021 году популярность книги в Интернете резко возросла: среди прочего, имел место резкий всплеск интернет-мемов, основанных на книге. В связи с возросшим интересом к книге, Косемен заявил, что намеревается в конечном итоге опубликовать «All Tomorrows» в физической форме, с дополненным текстом и новыми иллюстрациями.
16 октября 2022 года Косемен рассказал, что написал расширенную версию книги вплоть до завоевания галактики Ку. Объем материала до этого момента составлял 200 страниц, что почти вдвое превышает объем всей оригинальной книги.
В марте 2024 года был опубликован перевод классической версии «All Tomorrows» на тайский язык, что стало первой официальной публикацией книги в физической форме.
В июле 2024 года Косемен объявил о завершении работ над расширенной версией «All Tomorrows» и провёл краудфандинговую кампании для первой официальной публикации книги на английском языке в физической форме, цель сборов была достигнута менее чем за 24 часов после анонса. Книга поступит в продажу 21 августа 2025 года.